# Hamiota
Hamiota est une ville du Manitoba située dans l'ouest de la province et étant enclavée dans la municipalité rurale de Hamiota. La ville possède un hôpital et est situé à 84 km au nord-ouest de Brandon.

## Personnalités locales
- Grahame Budge (1920-1979), joueur de rugby écossais, natif de Hamiota
- Dallas Smith (né en 1941), joueur de hockey dans la LNH avec les Bruins de Boston, natif de Hamiota

## Référence
- (en) Cet article est partiellement ou en totalité issu de l’article de Wikipédia en anglais intitulé « Hamiota, Manitoba » (voir la liste des auteurs).